# Bedřich Homola
Bedřich Homola (ur. 2 czerwca 1887 w miejscowości Běleč, zm. 5 stycznia 1943 w Berlinie) – czeski generał.

## Biogram
W 1907 ukończył studium budownictwa w technikum przemysłowym, po czym pracował jako urzędnik praskiego magistratu.
Po wybuchu I wojny światowej wstąpił do wojska austro-węgierskiego. W grudniu 1914 dostał się do niewoli na froncie rosyjskim i trzy lata później został oficerem Korpusu Czechosłowackiego w Rosji.
Po powrocie do ojczyzny kontynuował karierę wojskową. W latach 1922–1923 zastępca komendanta Akademii Wojskowej, 1923–25 naczelnik sztabu dywizji pieszej, 1925–27 dowódca pułku pieszego, 1927–34 komendant garnizonu w Pradze oraz 1935–39 dowódca VII Korpusu Wojskowego w Bańskiej Bystrzycy. Od 1929 generał brygady, od 1935 generał dywizji.
W dniach 9–11 marca 1939 kierował interwencją przeciwko separatystom słowackim (w Czechach znana jako tzw. Homolův puč).
Po 15 marca 1939 powrócił się do Pragi, stał się jednym z przywódców Obrony Narodu i działał w podziemiu. Z końcem 1941 schwytany przez Gestapo i na początku 1943 stracony w Berlinie-Plötzensee. W 1946 awansowany pośmiertnie na stopień generała armii.

## Odznaczenia
- Order Lwa Białego II Klasy (wojskowy) – 1998, pośmiertnie[1][2]
- Order Sokoła z mieczami – 1919
- Krzyż Wojenny Czechosłowacki (1914–1918)
- Krzyż Wojenny Czechosłowacki 1939 – pośmiertnie
- Medal Zwycięstwa
- Order św. Anny II Klasy z Mieczami – 1919, Imperium Rosyjskie
- Oficer Orderu Legii Honorowej – 1931, Francja[3]
- Krzyż Wojenny (Francja)